# One Romantic Night
Pour plus de détails, voir Fiche technique et Distribution.
One Romantic Night est un un film américain en noir et blanc réalisé par Paul L. Stein, sorti en 1930. 
C'est une adaptation de la pièce de théâtre Le Cygne (A hattyú) de Ferenc Molnár (1920).
Une version muette avait été produite en 1925 par Paramount Pictures, et le film a fait l'objet d'un remake en 1956 par Charles Vidor sous le titre Le Cygne, avec Grace Kelly et Louis Jourdan.

## Synopsis
Envoyée par sa famille, la princesse Alexandra est partie rendre visite au Prince héritier Albert, avec l'espoir qu'il voudra l'épouser. Mais quand elle le rencontre, elle ne le trouve pas tout à fait à son goût. Albert essaye de la convaincre. Dans le but de rendre Albert jaloux, la mère d'Alexandra, la princesse Béatrice, invite le bel astronome Haller. Alexandra le trouve bien séduisant… Sur qui la princesse jettera-t-elle son dévolu ?

## Fiche technique
- Réalisation : Paul L. Stein
- Scénario : Melville Baker (en), Maxwell Anderson d'après Le Cygne (A hattyú de Ferenc Molnár (1920)
- Musique : Hugo Riesenfeld
- Photographie : Karl Struss
- Montage : James Smith
- Producteur(s) : Joseph M. Schenck, John W. Considine Jr.
- Société de distribution : United Artists
- Pays de production :  États-Unis
- Langue originale : anglais américain
- Format : noir et blanc — 35 mm — 1,20:1 — son : mono (Movietone)
- Genre : comédie romantique
- Durée : 73 minutes
- Dates de sortie :
  - États-Unis : 3 mai 1930
  - France : 14 février 1931

## Distribution

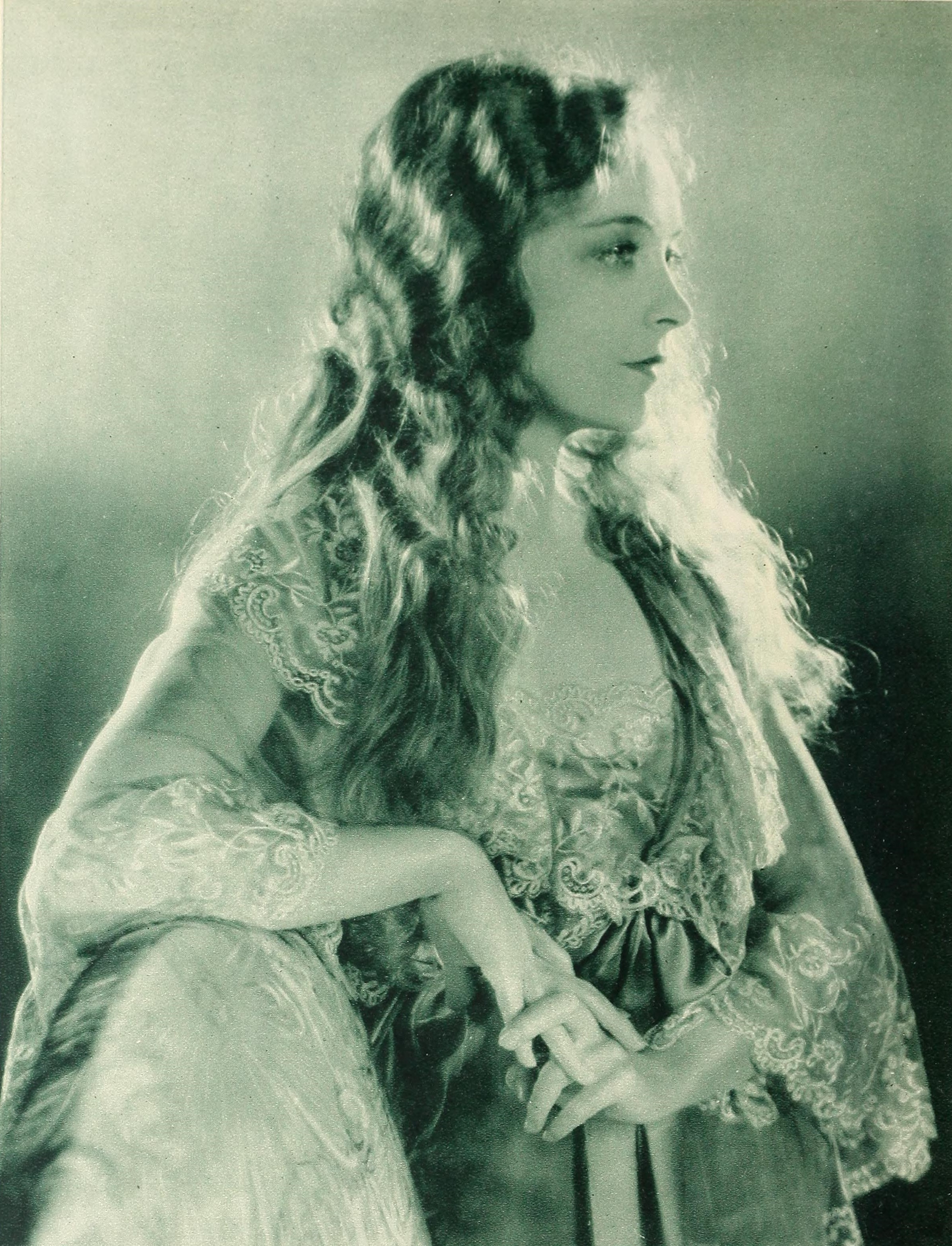
Lillian Gish dans le rôle de la Princesse Alexandra.

- Lillian Gish : la princesse Alexandra
- Rod La Rocque : le prince Albert
- Conrad Nagel : Dr Nicholas Haller, l'astronome
- Marie Dressler : la princesse Beatrice, la mère d'Alexandra
- O. P. Heggie : le Père Benedict
- Albert Conti : le conte Lutzen
- Edgar Norton : le colonel Wunderlich
- Billie Bennett : la princesse Symphorosa
- Philippe De Lacy : le prince George
- Byron Sage : le prince Arsene
- Barbara Leonard : Mitzi